# Point of Know Return
Albums de Kansas
Leftoverture
(1976) Two for the Show
(1978)
Singles
1. Point of Know Return
Sortie : octobre 1977
2. Dust in the Wind
Sortie : 16 janvier 1978
3. Portrait (He Knew)
Sortie : juin 1978

Point of Know Return est le cinquième album du groupe de rock progressif américain, Kansas. Il sort le 11 octobre 1977 sur le label Kirshner et est produit par Jeff Glixman.

## Historique
Cet album est enregistré dans le Tennessee aux Woodland Studios de Nashville et en Louisiane dans le studio In the Country près de Bogalusa. Il contient le plus grand succès du groupe, la chanson signée par Kerry Livgren, Dust in the Wind qui atteindra la 6e place du Billboard Hot 100 américain. Certifié disque d'or dès 1978, il finira triple disque de platine aux USA en novembre 2019 , ce qui représente six millions de singles vendus.
L'album atteint la 4e place du Billboard 200 et sera certifié quadruple album de platine aux États-Unis en 1995 pour plus de quatre millions d'albums vendus. En France, il atteint la 16e place du classement des albums le plus vendus en 1978.

## Titres
Tous les titres sont signés par Kerry Livgren et Steve Walsh sauf indications.

### Face 1
1. Point of Know Return (Phil Ehart, Robby Steinhardt, Walsh) – 3:13
2. Paradox – 3:50
3. The Spider (Walsh) – 2:03
4. Portrait (He Knew) – 4:38
5. Closet Chronicles – 6:32

### Face 2
1. Lightning's Hand – 4:24
2. Dust in the Wind (Livgren) – 3:28
3. Sparks of the Tempest – 4:18
4. Nobody's Home – 4:40
5. Hopelessly Human (Livgren) – 7:09

### Titres bonus réédition 2002
1. Sparks of the Tempest (Live 1978) – 5:17
2. Portrait (He Knew) (2002 remix) – 4:49

## Musiciens
- Steve Walsh : claviers, chant
- Kerry Livgren : guitares, claviers
- Robby Steinhardt : violon, chant, chœurs
- Rich Williams : guitares
- Dave Hope : basse
- Phil Ehart : batterie, percussions

## Charts et certifications
| Pays       | Durée du classement | Meilleur classement |
| ---------- | ------------------- | ------------------- |
| Canada     | 46 semaines         | 7e                  |
| États-Unis | 51 semaines         | 4e                  |
| France     | 35 semaines         | 16e                 |
| Pays-Bas   | 4 semaines          | 33e                 |

| Pays       | Certification | Ventes    | Date       |
| ---------- | ------------- | --------- | ---------- |
| Canada     | Platine       | 100 000   | 01/04/1978 |
| États-Unis | 4 × Platine   | 4 000 000 | 23/05/1995 |

## Charts singles
| Date | Single               | Chart              | durée du classement | Position |
| ---- | -------------------- | ------------------ | ------------------- | -------- |
| 1978 | Point of Know Return | Hot 100            | 14 semaines         | 28e      |
| 1978 | Point of Know Return | RPM Top Singles    | 15 semaines         | 13e      |
| 1978 | Dust in the Wind     | Hot 100            | 20 semaines         | 6e       |
| 1978 | Dust in the Wind     | (W) Ultratop       | 1 semaine           | 27e      |
| 1978 | Dust in the Wind     | RPM Top Singles    | 18 semaines         | 3e       |
| 1978 | Dust in the Wind     | Top 100            | 3 semaines          | 22e      |
| 1978 | Dust in the Wind     | RMNZ Singles Top40 | 6 semaines          | 36e      |
| 1978 | Dust in the Wind     | Mega Top 50        | 9 semaines          | 22e      |
| 1978 | Portrait (He Knew)   | Hot 100            | 6 semaines          | 64e      |
| 1978 | Portrait (He Knew)   | RPM Top Singles    | 6 semaines          | 62e      |